# Krasznaszentmiklós
Krasznaszentmiklós (románul Sânmiclăuș) falu Romániában, Szatmár megyében.

## Fekvése
Szatmár megye keleti részén, Nagykárolytól (Carei) délkeletre található.

## Története
Krasznaszentmiklós, Szentmiklós 1417 előtt a Szentmiklósi nemzetség birtoka volt. Nevét 1433-ban Zenthmiklós, 1428-ban Katazenthmiklos  néven írták az oklevelekben. 
1417-ben ecsedi Báthori István és fivére, Báthori Benedek kapták meg, de volt itt részbirtoka a 15. században a Drágfi, Szénási, Malomvizi Kenderes, Kendefi, Kállay, Albisi Zólyomi és az Álmosdi Csire családoknak is.
A 16. században a Károlyiak is részbirtokosai voltak. A 16. és a 17. században a település is a Szatmári vár-hoz tartozott.
A 18. században a Pongrácz család, majd a gróf Károlyiak kapnak rá királyi adományt. A 20. század elején a településen gróf Károlyi Lajos volt a nagyobb birtokosa.
Valamikor itt a templom környékén kisebb vár is állt, de mára már nincs nyoma.
Krasznaszentmiklósnak egykor nagy pusztája volt Szentmiklósi puszta is, melyet 1429-ben a Csaholyi család kapott meg.
1511-ben pedig több birtokosa is volt: Csobay Jánosné, Károlyi Zsófia, Károlyi Mihályné, Kasuly Borbála is részbirtokosa volt.

## Nevezetességek
- Református temploma – a 15. században épült, 1703-ban restaurálták.
- Görögkatolikus templomát – 1904-ben építették.

## Híres emberek
- Itt született 1939-ben Németi János történész, régész.